# 柴孫
株式会社柴孫（しばまご、英称：Shibamago Co., Ltd.）は東京都中央区日本橋久松町にある呉服問屋。

## 概要
1921年に東京で創業した呉服問屋である。白生地問屋から始まり、現在は総合呉服問屋業を営む。
初代社長である柴田孫七郎は滋賀県長浜で絹織物（浜縮緬）の生産・販売を行う「山正織物」を経営する西川千太郎の三男として誕生。
初代・柴田孫七郎が丸太柴田商店（絹織物問屋・現マルシバ 前身会社）の長浜本店、東京支店に勤務後、独立して「山正」の屋号で創業した。

## 柴田孫七郎について
1896年、滋賀県長浜において絹織物（浜縮緬）の生産並びに販売を行う「山正織物」を経営する西川千太郎の三男として誕生。
生誕後、同業の１０代目柴田源七と父・千太郎の約により、柴田源七一族の柴田孫助家（浅井長政の旧臣・垣見家より養子となり、柴田姓に）の長男となる。
柴田源七が経営する「丸太柴田商店（絹織物問屋・現在のマルシバの前身会社）」の長浜本店、東京支店に勤務後、「山正」の屋号で独立。1921年に「柴孫」（白生地問屋）を創業したのち、生家の山正は２代目千太郎が家業を退き、次兄の豊太郎も長浜市議会の仕事に移ったため、奇しくも、三男孫七郎が山正の商売を引き継ぐ。
柴孫の商号は、初代柴田孫七郎の名から取っており、その孫七郎の名は初代の運命をかたどった「孫助・源七・千太郎」から一文字づつ頂戴し名付けらた。
1970年黄綬褒章を叙勲。1974年勲五等瑞宝章を叙勲。
1974年没。

## 沿革
- 元禄時代 - 初代柴田源七生誕、蚕種取引に関わる。[5]
- 1783年（天明3年） - 彦根藩の長浜ちりめん織元及び年貢縮緬中継ぎ業をはじめる。
- 安政年間 - 縮緬問屋・織屋として江戸に開業（丸太柴田）[6]
- 1921年（大正10年） - 初代柴田孫七郎が山正・柴孫を創業[7]
- 1970年 - 初代柴田孫七郎、黄綬褒章を叙勲[8]
- 1974年 - 初代柴田孫七郎、勲五等瑞宝章を叙勲[9]
- 2024年 - 5代目柴田孫七郎が社長就任